# 543 Charlotte
543 Charlotte је астероид главног астероидног појаса са пречником од приближно 34,37 km.
Афел астероида је на удаљености од 3,529 астрономских јединица (АЈ) од Сунца, а перихел на 2,583 АЈ.
Ексцентрицитет орбите износи 0,154, инклинација (нагиб) орбите у односу на раван еклиптике 8,472 степени, а орбитални период износи 1951,950 дана (5,344 година).
Апсолутна магнитуда астероида је 9,40 а геометријски албедо 0,259.
Астероид је откривен 11. септембра 1904. године.